# (8042) 1994 AX2
1994 أي أكس 2 (ويعرف أيضًا باسم (8042) 1994 أي أكس 2 وفق تسمية الكوكب الصغير) (بالإنجليزية: 1994 AX2)‏ هو كويكب ضمن حزام الكويكبات؛ وترتيبه 8042 من حيث الاكتشاف.
اكتُشف هذا الجُرم الفلكي بواسطة هيروشي كانيدا في 12 يناير 1994.

## وصلات خارجية
- (8042) 1994 AX2 في قاعدة بيانات مختبر الدفع النفاث لأجرام النظام الشمسي الصغيرة

- الاكتشاف · مخطط المدار ·  العناصر المدارية · المعلمات المادية

- (8042) 1994 AX2 على موقع ويكي سكاي: DSS2, SDSS, GALEX, IRAS, Hydrogen α, X-Ray, Astrophoto, Sky Map, Articles and images